# 杜霍沃耶湖 (巴爾古津斯基區)
53°17′11″N 108°51′44″E / 53.28639°N 108.86222°E
杜霍沃耶湖（俄语：Духовое），是俄羅斯的湖泊，位於該國南部，由布里亞特共和國負責管轄，長4.4公里、寬2.3公里，面積6.16平方公里，集水區面積87.5平方公里，海拔高度514米。